# José Mariano Cordero
José Mariano Román Benito Cordero (Buenos Aires, 28 de febrero de 1790 - ) fue un funcionario argentino que adhirió al movimiento emancipador. Fue padre de dos de los principales marinos de la Armada Argentina del siglo XIX.

## Biografía
José Cordero nació el 28 de febrero de 1790, en la ciudad de Buenos Aires y fue bautizado el 2 de marzo de 1790 en la Basílica de la Merced (Buenos Aires). Era hijo de Antonio Cordero y María Antonia Zenona Magán Verdún.
El 23 de agosto de 1813, contrae matrimonio en la Catedral Metropolitana con Benita Beruti Rocha, descendiente de los primeros nobles adelantados en Buenos Aires y Asunción del Paraguay y hermana de Antonio Luis Beruti. Según el acta de casamiento, sus testigos fueron Carlos María de Alvear y su mujer, María del Carmen Quintanilla (L° 7 F° 114).
De sus 6 hijos, 3 se destacaron en la historia militar de la Armada Argentina: Bartolomé, Mariano y José María. Otro de ellos, José Antonio Cordero, siguió también la carrera de las armas pero murió muy joven durante las guerras civiles argentinas.
Se desempeñaba como oficial escribiente en el Tribunal de Cuentas del Virreinato del Río de la Plata el 8 de mayo de 1810, poco antes de la revolución que instauró la Primera Junta, régimen al que adhirió.
El 20 de marzo de 1812 fue Abanderado del Segundo Tercio de la Guardia Cívica, y poco después fue designado Oficial Segundo de la Secretaría de la Soberana Asamblea General Constituyente, cargo en el que fue nombrado el 1° de febrero de 1813.
En 1821 reclamó al gobierno bonaerense los ajustes de los sueldos por los cargos desempeñados.